# NTT健康保険組合
NTT健康保険組合（エヌティティけんこうほけんくみあい、正式名称: エヌ・ティ・ティ健康保険組合）は、NTTグループの健康保険組合である。健康保険の運営や保養所や会館などを経営・管理している。

## 歴史
元は日本電信電話公社共済組合であった。民営化後も約10年間は共済組合であったが、1997年に短期給付は健康保険組合に移行した。（同時に旧3公社（JR、NTT、JT）の共済年金が厚生年金に統合された）
- 2007年（平成19年）3月31日 - 利用者の減少や施設の老朽化により、保養所の9館を閉館
- 2011年（平成23年）3月31日 - 利用者の減少や施設の老朽化により、保養所の4館を閉館（保養所・会館）

## 保養所・会館
かつては全国25箇所で保養所・会館を運営していたが、現在は関東近郊でのみとなっている。

### 北海道・東北地方
- 大沼保養所「ウッディハウス大沼」（北海道）
- 浅虫保養所「善知鳥荘」（青森県）
- 上ノ山保養所「かみのやま荘」 （山形県）
- 飯坂保養所「渓泉荘」（福島県）

### 関東地方
- 箱根保養所「強羅 風の音（旧：緑風荘）」 （神奈川県）※2022年現在営業中
- 水上保養所「風木立の川辺 紫明館（旧：紫明荘）」 （群馬県）※2022年現在営業中
- 鬼怒川保養所「絹の渓谷 碧流（旧：碧流荘）」 （栃木県）※2022年現在営業中

### 中部地方
- 山中湖保養所「パノラマイン山中湖」 （山梨県）※2022年現在営業中
- 志賀高原保養所「望雲閣」（長野県）
- 諏訪保養所「鵞湖荘」（長野県）
- 熱海保養所「一碧荘」（静岡県）
- 蒲郡保養所「観海荘」（愛知県）
- 宇奈月保養所「越山荘」（富山県）
- 山中保養所「鶴仙荘」（石川県）
- 芦原保養所「九頭竜荘」（福井県）

### 近畿地方
- 琵琶湖保養所「湖雁荘」（滋賀県）
- 鳥羽保養所「碧珠荘」（三重県）
- 白浜保養所「望洋閣」 （和歌山県）

### 中国・四国地方
- 玉造保養所「八雲荘」（島根県）
- 宮島保養所「三景荘」（広島県）
- 湯田保養所「鴻南荘」（山口県）
- 奥道後保養所「拓泉荘」 （愛媛県）

### 九州地方
- 阿蘇保養所「外輪山荘」（熊本県）

### 会館
- 京橋会館・ホテル銀座ラフィナート（東京都）
- アピカルイン京都 （京都府）